# Eremedaille van de Gerechtelijke Diensten
De Eremedaille van de Gerechtelijke Diensten (Frans: Médaille d'honneur des services judiciaires) is een op 9 november 2011 ingestelde Franse eremedaille. Deze onderscheiding wordt bij jubilea en voor bijzondere verdiensten toegekend door de Franse grootzegelbewaarder. In de eerste plaats gaat het om jubilea; na tien jaar dienst, het moet om "services honorables aux services judiciaires" gaan, in de staf van de rechtbanken en bij het Openbaar Ministerie komt men in aanmerking voor een bronzen medaille. Deze kan na vijf jaar worden gevolgd door een zilveren en na nog vijf jaar door een gouden medaille. Ook vrijwilligerswerk bij de rechtbanken wordt met deze medaille beloond. 
Behalve bij jubilea wordt de medaille ook voor bijzondere verdiensten toegekend, dan, en dan wanneer leden van de staf zich hebben onderscheiden door zelfopoffering en moed, kan de medaille met voorbijgaan aan de regels en termijnen worden uitgereikt. Dat geldt ook bij de postume toekenning aan de tijdens de uitoefening van hun plicht omgekomen medewerkers en bij toekenning aan de onder die omstandigheden verwonde medewerkers.
De medaille kent drie klassen of échelons;
- Bronzen medaille
- Zilveren medaille
- Gouden medaille

Op de voorzijde van de medaille is Marianne, zinnebeeld van de Franse Republiek afgebeeld. Het rondschrift luidt REPUBLIQUE  FRANÇAISE. De diameter is 27 millimeter.
Op de keerzijde staat MÉDAILLE DES SERVICES JUDICIAIRES boven een voor een inscriptie vrijgelaten halfronde ruimte. Daaromheen staat een halve krans van lauweren en eikenblad. Het rondschrift luidt MINISTÈRE DE LA JUSTICE.
Het lint is amaranthkleurig met twee smalle groene strepen. Op het lint van de gouden medaille wordt een grote rozet met een diameter van 18 millimeter in de kleuren van het lint bevestigd. Het lint van de zilveren medailles is met een kleine rozet met een diameter van 10 millimeter versierd. Men draagt de linten op de linkerborst.
Al kort na de instelling van de medaille werd voor een ander ontwerp gekozen. In grote lijnen bleven de medailles gelijk want de teksten wijzigden niet. Wat veranderde was de afbeelding van Marianne. Men koos voor een veel moderner kunstwerk. Op de keerzijde kwam een vierkante cartouche met daaronder een kleine weegschaal als symbool van de rechtspraak. De krans verdween.
De Franse regering werkt in haar decoratiestelsel met strikte quota of "contingenten". Zo worden de Franse onderscheidingen exclusief gehouden. Afgezien van bijzondere omstandigheden worden er per jaar niet meer dan 200 bronzen, 100 zilveren en 50 gouden medailles uitgereikt. Dat gebeurt in de regel op 1 januari en 14 juli. Wie tot een gevangenisstraf van meer dan een jaar werd veroordeeld is in de ogen van de Franse wet "onteerd". Hij of zij komt dan niet meer in aanmerking voor de Eremedaille van de Gerechtelijke Diensten. Wie de medaille al bezit moet deze dan weer inleveren.

## Protocol
Het is gebruik om de Franse medailles op 1 januari en 14 juli uit te reiken. Dat gebeurt tijdens parades en plechtigheden. De onderscheidingen worden de onwaardige, want wegens een misdrijf veroordeelde, dragers ook weer ceremonieel afgenomen. Wanneer men op uniformen geen modelversierselen draagt is een kleine rechthoekige baton in de kleuren van het lint voorgeschreven.  
De medaille wordt ook als miniatuur gedragen op bijvoorbeeld een rokkostuum.